# Баландина, Тамара Васильевна
Тама́ра Васи́льевна Бала́ндина (урождённая Панфи́лова; 2 апреля 1923 — 22 июня 2010) — советская пловчиха и тренер по плаванию. Мастер спорта, Заслуженный тренер РСФСР.

## Биография
Тамара Панфилова родилась 2 апреля 1923 года в Воронеже. Заниматься плаванием начала в конце 1930-х годов в городе Горьком (ныне Нижний Новгород), где она училась в речном техникуме на судоводительском отделении. Её наставником сначала был Ю. Яковлев, затем — И. И. Махин. В годы Великой Отечественной войны служила в войсках ПВО.
Панфилова занимала 2-е и 3-е места чемпионатов СССР в плавании на открытой воде (дистанция 15 км). Заняла 3-е место первенства СССР среди девушек (1940) в плавании на 100 м брассом в составе сборной Горького. Участвовала в марафонских заплывах: 60 км по Волге (1946) и 75 км (1947). Летом 1946 года установила женский рекорд Европы на открытой воде, проплыв 60 километров от Городца до Горького. Вскоре вышла замуж за военного и взяла его фамилию Баландина.
24 июля 1948 года Тамара Баландина установила мировой рекорд, проплыв 100 км вниз по Волге. Она стартовала в 1 час 5 мин ночи у пристани Пучеж Ивановской области и финишировала спустя 20 часов 48 минут в Нижнем Новгороде на Стрелке. За установление мирового рекорда ей было присвоено звание мастера спорта. Об этом заплыве Тамара Баландина говорила:
Наверное, хотела сыграть на публику. А вообще, конечно, было очень тяжело, но сойти с дистанции я не имела права. Заприметив на берегу какой-нибудь дом, говорила себе, что надо доплыть до него. Доплывала — ставила задачу добраться до следующего видимого ориентира, и так далее. После финиша я в душе, конечно, ликовала, но внешне выражать своим эмоции не было сил. Помню, было два желания: найти свою одежду и поскорее увидеть мужа, который находился в группе сопровождения. Отмечу, что в неё же входили будущие чемпионы Советского Союза — гребцы Лев Кукин и Виктор Галкин, которые прекрасно вели меня по дистанции. Я до сих пор им благодарна.
В 1949 году Тамара Баландина вслед за мужем переехала в Баку, а позднее в Смоленск. В 1957 году обосновалась в городе Волжский. Там она работала старшим тренером в спортивной школе, за подготовку пловцов ей было присвоено звание Заслуженного тренера РСФСР. Позднее работала в Волгограде; затем вновь вернулась в Горький. На Бору работала старшим тренером бассейна «Кварц», вслед за этим работала в интернате спортивного профиля в Автозаводском районе. В 1981 году была направлена работать старшим тренером в город Припять. Авария на Чернобыльской АЭС 26 апреля 1986 серьёзно сказалась на её здоровье. После этого она некоторое время проработала тренером в городе Белая Церковь Киевской области. Выйдя на пенсию, вернулась в Горький.
Воспитала более ста мастеров спорта, в том числе чемпионов СССР и участников Олимпийских игр. Среди них рекордсмен Европы Иван Каретников, трёхкратный чемпион СССР Леонид Доброскокин, победитель первенства Европы Александр Рубачёв и другие.
Умерла в Нижнем Новгороде 22 июня 2010 года. Похоронена на Красном кладбище.

## Награды и звания
- Орден Отечественной войны II степени (6 ноября 1985)[1]
- Орден Трудового Красного Знамени[1]
- Заслуженный тренер РСФСР (1963)[1][4]
- Мастер спорта СССР[1]
- Почётный гражданин города Волжский Волгоградской области[1]